# نستر دیاز
نستر دیاز (انگلیسی: Néstor Díaz؛ زادهٔ ۲۶ ژوئن ۱۹۹۲) بازیکن فوتبال اهل اسپانیا است.
از باشگاه‌هایی که در آن بازی کرده‌است می‌توان به باشگاه فوتبال سلتاویگو و باشگاه فوتبال پومفرادینا اشاره کرد.